# 사카이 마사토
사카이 마사토(일본어: 堺 雅人, 1973년 10월 14일 ~ )는 일본의 배우이자 성우이다. 또한 사카이 마사토는 미야자키현 미야자키시 출신으로, 와세다 대학(중국문화전공)을 중퇴했다. 그리고 사카이 마사토는 3형제 중 장남으로, 혈액형은 O형이며, 신장은 172 cm,체중 ±60 kg이며, 사카이 마사토는 타나베 에이전시(田辺エージェンシー) 소속이다. 사카이 마사토의 부인은 칸노 미호(菅野美穂)이다.

## 약력
- 고교 재학 중 연극을 시작, 1992년 와세다 대학 연극 연구회를 모체로 한 극단 〈도쿄 오렌지〉의 간판 배우가 되었다. 일명 〈와세다의 왕자〉라 불렸다. 대학을 중퇴하고 다나베 에이전시에 들어가 현재는 연극이나 드라마, 영화에서도 활동 중이다.
- 2004년 NHK 대하 드라마 〈신센구미!〉에서 신선조 총장 야마나미 게이스케역을 맡은 후 대중적인 명성을 얻었다.
- 2005년 4월에 TV프로그램 잡지 〈TV bros.〉가 뽑은 ‘좋아하는 남자’1위로 선정되었다.
- 2001년 무렵부터 여배우 도미타 야스코와 교제하여 결혼할 예정이라는 소문도 있었지만 2007년 1월에 헤어졌다.
- 2007년 〈TV navi〉에서 에세이 〈文·堺雅人〉를 연재했으며 연재한 에세이를 모아 2009년 <「文・堺雅人」＞초판 발행
- 2010년 3분기 드라마 《조커: 용서받지 못할 수사관》 (후지 TV)으로 연속 드라마 첫 주연을 맡았다.
- 2013년 3월, 《오오쿠~영원~［에몬노스케・츠나요시편］》에서의 공동 출연을 계기로 교제하고 있던 여배우 칸노 미호와 결혼을 향해 준비에 들어가 있는 것이 소속 사무소로부터 밝혀졌다.
- 2013년 4월 2일, 칸노 미호와 혼인신고서를 제출, 소속사무소를 통해 직접 매스컴에 메시지를 보내는 형태로 보고했다. 내용은 [사카이 마사토와 칸노 미호는 4월 2일 입적하게 되었음을 보고드립니다. 앞으로는 부부로서 서로 버팀목이 되어주며 각자 맡겨진 역할을 충실히 해 나가려고합니다] 각 사무소에 따르면 혼인신고서는 둘이 함께 제출하였다고. 식과 피로연은 미정.

## 인물

### 특징
- 언제나 웃고 있는듯한 표정이 특징으로, 연극 <소문의 남자>에서 "희로 애락을 모두 웃음으로 표현한다"라는 대사는 이를 바탕으로 한 것이다.
- 취미는 관상용이끼 가꾸기와 독서, 승마.
- 스모를 좋아한다. 스모에 대한 해박한 지식을 가져 NHK 스모 대회 중계의 게스트가 된 적도 있다.
- 팔짱을 끼고 생각하는 포즈가 버릇인 것같다.

### 야마나미 케이스케와의 관계
야마나미 케이스케가 제대로 나온 영상물이 드문 데다가 대하 드라마 신선조의 야마나미 케이스케역으로 사카이 마사토가 유명해진 이유로, 일부 신선조 팬 사이에서는 ‘야마나미 케이스케=사카이 마사토’라는 이미지가 정착했다. 특히 야마나미 케이스케가 할복자살하는 <친구의 죽음>편(33화)의 높은 시청률로 인해 〈앵콜 2004〉라는 이름으로 이 에피소드만 특별 재방송되었다.

### 대하드라마 출연 계기
대하 드라마 출연전 신선조를 다룬 동일소재의 미부기시덴(壬生義士傳)(2003년)에서 오키타 소지역으로서 영화를 촬영하다가 대하드라마의 야마나미 케이스케 역을 제의받았다고 한다.

## 출연 작품

### TV 드라마
- 한자와 나오키2  (半沢直樹) (TBS) 2020년

- Dr.린타로 (Dr.倫太郎) (닛폰 TV) 2015년
- 판도라~영원한 생명~ (パンドラ〜永遠の命〜) (WOWOW) 2014년
- 리갈 하이 2 (リーガル・ハイ) (후지 TV) 2013년
- 한자와 나오키 (半沢直樹) (TBS) 2013년
- 오오쿠~탄생［아리고토·이에미츠 편］ (大奥〜誕生〜 有功・家光篇) (TBS 금요드라마) 2012년
- 리갈 하이 (リーガル・ハイ) (후지 TV 화요드라마) 2012년
- 남극대륙(南極大陸) (TBS 일요극장) 2011년
- 조커, 용서받지 못할 수사관 (ジョ-カ-, 許されざる搜査官) (후지 TV 화요드라마) 2010년
- 관료들의 여름 (官僚たちの夏）(TBS 일요드라마) 2009년
- 트라이앵글 (トライアングル) (관서TV방송 개국50주년 드라마) 2009년
- 얼음꽃 (氷の華) (TV 아사히 개국 50주년 드라마) 2008년
- 고독한 도박 (孤独の賭け - 愛しき人よ) (도쿄 방송 목요드라마) 2007년
- 비밀의 화원 (ヒミツの花園) (간사이 TV 방송 드라마) 2007년
- 닥터 고토의 진료소 2006 (Dr.コトー診療所 2006) (후지 TV 드라마) 2006년
- 신선조!! 하시카타 토시조의 최후 (NHK 스페셜) 2006년
- 대안의 그녀 (対岸の彼女) (WOWOW) 2006년
- 이즈모노 오쿠니 (出雲の阿国) (NHK 금요시대극) 2006년
- 공중 그네 (空中ブランコ) (후지 TV 스페셜) 2005년
- 엔진 (エンジン / engine) (후지 TV 시리즈) 2005년
- NHK대하 드라마
  - 사나다마루 (真田丸) 2016년 - 사나다 유키무라 역
  - 아츠히메 (篤姫) 2008년 - 도쿠가와 이에사다 (이에사치/이에사키) 역
  - 신센구미! (新選組！) 2004년 - 야마나미 케이스케 역
- 혼외연애 (아사히 TV 드라마) 2002년
- 골든볼 (ゴールデンボウル / Golden Bowl) (NTV) 2002년
- 질투의 향기 (嫉妬の香り) (TV 아사히) 2001년
- 오드리 (オドリ) (NHK TV소설) 2000년

### 영화
- 해바라기와 강아지의 7일간 (ひまわりと子犬の7日間) 2013년
- 오오쿠~영원~ 에몬노스케・츠나요시 편 (大奥〜永遠〜 右衛門佐・綱吉篇) 2012년
- 그날 밤의 사무라이 (その夜の侍) 2012년
- 열쇠 도둑의 방법 (鍵泥棒のメソッド) 2012년
- 츠레가 우울증에 걸려서 (ツレがうつになりまして) 2011년
- 태양의 유산 (日輪の遺産) 2011년
- 고, 보이즈!: 마지막 잎새 사수 프로젝트 (行け!男子高校演劇部) 2011년, 카메오 출연
- 무사의 가계부(武士の家計簿) 2010년
- 골든 슬럼버 (ゴールデンスランバー）2010년
- 남극의 쉐프 (南極料理人）2009년
- 쿠히오 대령 (クヒオ大左）2009년
- 러시라이프 (ラッシュライフ）2009년
- 제너럴 루주의 개선 (ジェネラル・ルージュの凱旋) 2009년
- 추리닝의 두사람 (ジャージの二人) 2008년
- 애프터스쿨 (アフタ-スク-ル) 2008년
- 클라이머즈 하이 (クライマーズ・ハイ / The Climbers High) 2008년
- 스키야키 웨스턴 장고 (スキヤキ・ウエスタン ジャンゴ / Sukiyaki Western Django) 2007년
- 벽의 남자 (壁男 / The Wall Man) 2007년
- 허니와 클로버 (ハチミツとクローバー / Honey and Clover) 2006년
- 바람의 검, 신선조 (壬生義士傳 / When the Last Sword is Drawn) 2003년
- 여기에 있는 이유 (ココニイルコト) 2001년
- 화성의 우리집 (火星のわが家 / MARS SWEET HOME) 2000년
- 해바라기 (ひまわり / Himawari) 2000년
- 은밀한 감시구역 (張り込み / Stake Out) 2000년

### 애니메이션
- NTV 시리즈 '푸른문학 시리즈'(青い文学シリーズ) 주연 2009 - 총 12화
- 전투요정 유키카제 (OVA) (戦闘妖精雪風 / Fairy Air Force Yukikaze / Sentou yousei yukikaze) 2002년
- 프로메어 (극장판) (プロメア / Promare) 2019년 - 크레이 포사이트 역